# Relégation (Congo belge)
La relégation, dans le cadre du colonialisme belge, désigne une peine administrative et judiciaire.
Elle se traduit par la déportation d'individus, par "l'obligation de quitter sa terre pour aller habiter dans un autre lieu déterminé, de préférence éloigné".
L'on trouve d'abord au Congo Belge des "camps de relégation", utilisés pour l'amendement des personnes qui y étaient déplacées. Plus tard, des "colonies agricoles" émergent pour y enfermer les relégués les plus dangereux, permettant à l'Etat belge de les surveiller de manière plus assidue et de les contraindre à se soumettre à l'exécution de travaux forcés.
La pratique prend fin en 1960, année de la proclamation d'indépendance du Congo belge, qui devient alors officiellement la République démocratique du Congo.

## Origines des camps de relégation

### Le décret du 15 décembre 1889
L'acte de reléguer commence dès l'époque léopoldienne sur le territoire de l'Etat indépendant du Congo, qui n'est alors pas encore officiellement colonisé par la Belgique. La pratique débute avec le décret du 15 décembre 1889 et consiste en la déportation de chefs traditionnels opposés à la souveraineté du roi Léopold II sur le territoire.

### Le décret du 5 juillet 1910
Lorsque l'État indépendant du Congo est annexé à la Belgique en 1908, devenant ainsi le Congo belge, la relégation ne cesse pas. En outre, le 5 juillet 1910, le décret relatif au droit de résidence introduit de la notion de relégation en droit congolais belge. Ce décret a pour effet d'approuver formellement ces mesures au niveau fédéral.
Il dispose que ; « tout indigène de la colonie qui, par sa conduite, compromet la tranquillité publique peut être contraint, par une ordonnance motivée du vice gouverneur général, de s’éloigner d’un certain lieu ou d’habiter dans un lieu déterminé ».
Ce décret s'oppose à celui du 21 mars de la même année relatif à la fin du système de concessions, qui avait pour effets la suppression des travaux forcées et la régulation de l'immigration blanche sur l'ensemble de l'espace territoriale de la colonie. Ce même décret abrogeait celui du 15 décembre 1889 susmentionné.

### Le mouvement kimbanguiste
Le kimbanguisme est une église indépendante africaine, fondée par Simon Kimbangu sous l'occupation belge au Congo le 6 avril 1921.
Son mouvement se caractérise par la résistance non violente à la politique coloniale belge. Cette résistance lui a valu d'être pris pour cible principale par l'Etat belge dans sa pratique de relégation au Congo belge.

## Evolution de la peine de relégation

### Les centres de relégation, dits "d'amendement"

Carte des provinces du Congo belge.

La peine de relégation était initialement une peine de nature administrative. Cette qualification de la nature de la peine est définie par les autorités supérieures au travers d'une circulaire datant du 7 septembre 1914, véhiculé pour affirmer que la relégation n'est qu'une simple "mesure de rééducation d'ordre administratif". Elle ne se traduit en effet à l'origine que par la seule "obligation temporaire d'éloigner et de transférer pacifiquement un individu ou un groupe d'individus d'un lieu à un autre, ou d'amener cet individu ou ce groupe d'individus à habiter en un autre lieu bien déterminé comme objet d'une surveillance particulière".
Chacune des six provinces du Congo belge comporte des centres d'amendement, où sont relégués les individus soumis à cette peine administrative.
Les centres d'amendements sont disséminés sur l'ensemble du territoire de la colonie :
```
- dans la province du 
Katanga
,à 
Lubumbashi
, à 
Kasapa
, à 
Buluo
;
- dans la province actuelle du 
Lualaba
,à 
Kasaji
,à 
Sendwe
; 
- dans la province d'
Equateur
, à 
Angenga
, à 
Ekafera
, à 
Befale
, à 
Lisala
, à 
Gemena
; 
- dans la province du 
Kivu
,à 
Lubutu
,à 
Punia
, à 
Kasongo
; 
- dans la province du 
Bas-Congo
, à 
Boma
, à 
Luzumu
;
- dans la province du  
Bandundu
, les villes de 
Kutu
,
Kiri
,
Oshwe
,
Belingo 
; 
- dans la province du 
Kasaï
, à 
Lomela
, à 
Lodja
 
- dans la 
Province orientale
, à 
Buta
, à 
Niangara
, à 
Isiro
, à 
Bafwasende
, à 
Ubundu
[
6
]
.
```

Les centres d'amendement parviennent difficilement à atteindre leur objectif de rééducation et deviennent rapidement le lieu où les revendications politiques des opposants au régime mis en place se propagent et prennent de l'ampleur bien que prohibées par l'État.

### L'émergence des Colonies Agricoles pour Relégués Dangereux (C.A.R.D.)

#### L'évolution de la nature même de la peine
Le député socialiste belge Georges Housiaux déclare en 1958 que "toute mesure de relégation est une mesure administrative qui se fait sans la collaboration des autorités judiciaires et sans l'organisation de droit de défense pour le prévenu". Effectivement, dans les faits, la peine commute rapidement en un moyen de neutraliser les opposants politiques après sa mise en vigueur en 1910.
Les autorités y ont recours de manière répétée et cette neutralisation amène à interner les congolais pour des motifs d'antécédents judiciaires ou des motifs d'ordre politique. C'est par l'ordonnance du 4 mai 1940 que l’internement pour "mesures d’ordre" dans les camps de relégation est réglementé. Le principe de centres à régime dur y est en outre mentionné pour la première fois.
La déportation d'individus pour des motifs d'antécédents judiciaires est un cas rare. Celle qui a lieu pour des motifs politiques l'est moins ; est considérée comme devant être reléguée toute personne faisant partie d'un groupe ou d'un mouvement rebelle au joug colonial ou exprimant un avis subversif par rapport à celui-ci. La relégation devient rapidement plus qu'une simple mesure de rééducation et se transforme en un instrument de l'État belge pour punir et réduire au silence les individus qui réclamaient l'émancipation du Congo.

#### La création des centres de régime dur ou C.A.R.D.

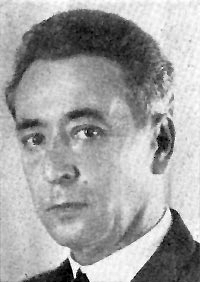
Portrait du gouverneur général Pierre Ryckmans.

En 1943, trois ans après l'ordonnance du 4 mai, Pierre Ryckmans, gouverneur général de la colonie, prend l'initiative de modifier le décret du 5 juillet 1910. Il exige la mise en place de quatre nouveaux centres à régime dur dans les provinces d'Equateur, du Katanga, de Léopoldville et dans la Province orientale, tout en conservant les centre d'amendements déjà établis sur le territoire. Ces nouveaux centres, appelés par la suite les "Colonies Agricoles pour Relégués Dangereux" (C.A.R.D.), sont construits dans des zones reculées, notamment  à Ekafera, et sont destinés à accueillir les congolais les plus opposés au régime colonial, considérés comme politiquement irréductibles et dangereux à cause de leurs aspirations autonomistes et indépendantistes. Ils permettaient d'optimiser leur surveillance et de canaliser leurs opinions.
La même année, le 12 juillet, le gouverneur Ryckmans prescrit les politiques à mener dans les C.A.R.D., à l'aide d'une ordonnance complémentaire; il y impose un régime de corvées, de sanctions et de surveillance spécialisée.
Ces colonies sont décrites comme étant  un « pénitencier » par un missionnaire protestant suédois, Aaron Anderson. Il témoigne des conditions d'internement des relégués dans les centres à régime dur : ces derniers y travaillent 27 jours par mois, entre 14 et 16 heures par jour, en échange d'un salaire de 30 à 40 francs par semaine consenti par l’État. Ce sont des tâches de type travaux forcés qui consistent en la construction de routes, ponts et maisons pour les autorités ou qui ont lieu dans le domaine de l'agriculture et de l'entretien.
Les détenus et leur famille sont entourés de murs très hauts et de fils barbelés et sont en permanence sous la surveillance de militaires accompagnés de chiens. Une maison et des champs leur sont également accordés, ainsi qu’une augmentation du salaire si le détenu a une femme ou des enfants.
Il s'agit de véritables camps de travail, les relégués et leur famille y sont longtemps enfermés et obligés de travailler. La torture y est d'application et les cas de disparition des détenus y sont fréquents.

## Chiffres de la peine de relégation

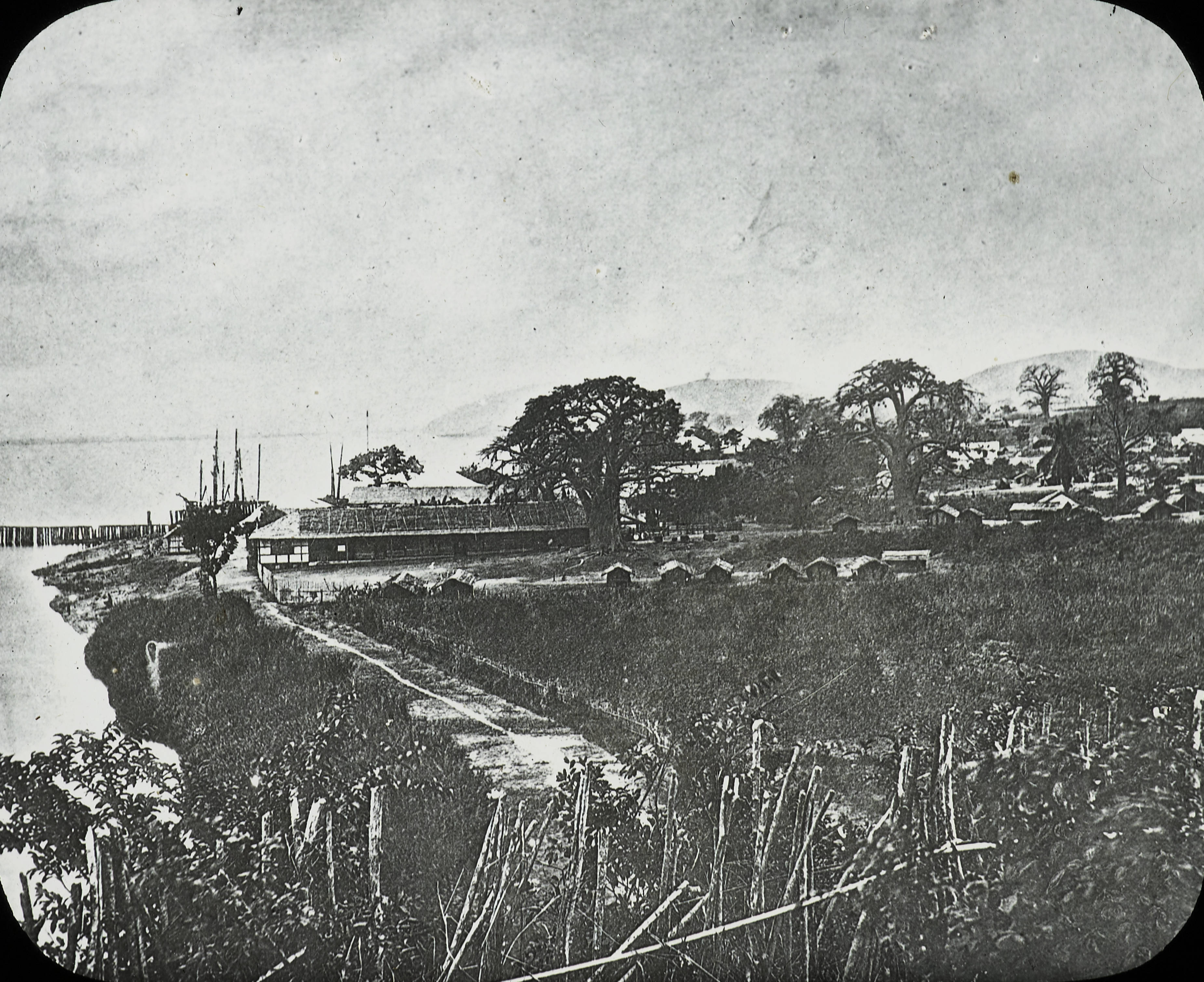
Photo du camp de relégation de Boma.

À partir de 1944 et jusqu'en 1958, la Belgique consent à faire preuve de plus de transparence et à publier les chiffres concernant le nombre de déportés dans ses camps de relégation ;
| Date           | Nombre total de relégués | Relégués politiques | Pourcentage |
| 1932           | 1 212                    | 500                 | +/- 41      |
| 1938           | 2 937                    | 2 030               | +/- 69      |
| Au 1.12. 1944  | 4 895                    | 2 993               | +/- 61      |
| Au 31.12. 1945 | 5 179                    | 3 166               | +/- 61      |
| Au 31.12. 1946 | 6 074                    | 4 085               | +/- 67      |
| Au 31.12. 1947 | 6 091                    | 4 235               | +/- 69      |
| Au 31.12. 1948 | 6 052                    | 4 181               | +/- 69      |
| Au 31.12. 1949 | 5 777                    | 888                 | +/- 66      |
| Au 31.12. 1950 | 5 644                    | 3 688               | +/- 65      |
| Au 31.12. 1951 | 5 704                    | 3 667               | +/- 64      |
| Au 31.12. 1952 | 5 914                    | 3 818               | +/- 64      |
| Au 31.12. 1953 | 6 004                    | 3 894               | +/- 64      |
| Au 31.12. 1954 | 6 072                    | 3 923               | +/- 64      |
| Au 31.12. 1955 | 5 498                    | 3 406               | +/- 61      |
| Au 31.12. 1956 | 5 138                    | 3 294               | +/- 64      |
| Au 31.12. 1957 | 4 815                    | 3 128               | +/- 64      |
| Au 31.12. 1958 | 3 743                    | 2 338               | +/- 62      |

## Fin de la pratique de relégation
Le 24 janvier 1958, une lettre est adressée au gouverneur général Léon Pétillon. Elle lui fait parvenir une demande de libre exercice du culte sur base des articles 18 et 19 de la déclaration des Droits de l'Homme, de l'article 2 de la Charte Coloniale ainsi que des articles 5, 14 et 15 de la Constitution belge. L’administration tolère dès ce moment là le mouvement kimbanguiste, ainsi que tout autre mouvement. Elle modifie, par son décret du 17 juin 1958 relatif au droit de résidence sur le territoire du Congo belge, le décret du 5 juillet 1910.
De facto, la fin des pratiques de relégation n'est effective qu'à partir de 1960, l'année de proclamation de l'indépendance du Congo. Un nouveau décret relatif au droit de résidence au Congo belge abroge celui de 1958 le 30 mars et abolit la pratique de relégation, permettant ainsi aux relégués détenus dans les différents centres d'être libérés et de pouvoir rejoindre leur territoire d'origine.

## Dans d'autres pays

### Le Ruanda-Urundi[22]
Le Ruanda-Urundi, qui couvre aujourd'hui les territoires du Rwanda et du Burundi, était anciennement colonisé par l'Allemagne après que le continent africain ait été divisé durant la conférence de Berlin de 1885. Le pays est légué à la Belgique au lendemain de la Première Guerre mondiale, lors de la ratification du traité de Versailles, dont l'une des clauses visait à repartager l'Empire colonial allemand entre les différents pays alliés.
La colonisation du Ruanda-Urundi par la Belgique débute alors dès 1919 et implique l'établissement d'une peine de relégation en 1937 qui entend poursuivre le même objectif qu'au Congo Belge ; l'amendement, en incitant à la (re)conversion au catholicisme.
Les relégués, dans le chef du Ruanda-Urundi belge, sont des membres du Kitawala. Ces derniers, lorsqu'ils sont sympathisants peu dangereux, sont déportés jusqu'au Congo, dans le camp de Baudouinville-Kirungu (actuellement Moba) où ils sont soumis à l’exécution de travaux forcés dans le domaine agricole.
Plus tard, l'Etat belge étend le champ d'application de la peine de relégation, en enfermant d'autres individus que les membres du Kitawala. Sont notamment déportés en 1941 le roi Musinga accusé de collaboration avec le régime nazi et des chefs de tribus.
La pratique de relégation au Ruanda-Urundi cesse lorsque le pays proclame son indépendance en juillet 1962.

### La Guyane française[23]
La relégation est également utilisée par l'Etat français dans son Empire colonial, notamment en Guyane.
La France y a recours de 1887 jusqu'en 1953 pour punir les récidivistes, surtout ceux en matière de vol simple et vagabondage. Elle les enferment à perpétuité dans les camps de relégation, dont le principal est le pénitencier de Saint-Jean du Maroni. Le nombre de relégués total est estimé à 17 894 individus et y sont inclus aussi bien des guyanais que des français de la métropole.
Dans le chef du colonialisme français, la relégation est à ne pas confondre avec la transportation. Cette dernière consiste en la simple exécution de travaux forcés.
La transportation prend fin par extinction le 29 juin 1938 par un décret-loi signé par le président en vigueur, Albert Lebrun.
Sept ans plus tard, en 1945, l'Etat français décide d'abolir la pratique de relégation de la même manière, tout en maintenant les peines qui sont en cours en Guyane. Cependant, de nombreuses grâces sont accordées pour permettre au plus grand nombre de relégués d'être libérés.
Les derniers français de la métropole détenus sur le territoire guyanais, cinquante-huit condamnés et trente libérés, sont rapatriés en France en août 1953, mettant fin ainsi au cours de  toutes les peines de relégation en Guyane. 

### La législation
- Art. 17, 18 et 19 de la convention de sauvegarde des Droits de l'Homme et des Libertés fondamentales, signée à Rome, le 4 novembre 1950, approuvée par la loi du 13 mai 1955, M.B., 19 août 1955.
- Art. 5, 14 et 15, Const., 1831.
- Art 2., Charte Coloniale.
- Décret du 5 juillet 1910 complétant la réglementation du droit de résidence sur les territoires du Congo belge, BO, 1958, 1106-1111.
- Ordonnance du 4 mai 1940 réglementant l'internement, R.A.C.B., 1945-1946, p. 12.
- Ordonnance-loi du gouverneur général n° 215/AIMO du 12 juillet 1943, BACB 14 (1943) 959, p. 960-964.

### La doctrine
- S. Asch, L’Eglise du prophète Kimbangu : de ses origines à son rôle actuel au Zaïre, Paris, Karthala, 1983, p.33 à 41.
- Archives du Congo, fond de relégation, AIMO, p. 48 D80, pièce n°4, le rapport AIMO du district du lac Léopold II, 1946, p. 20.
- A. Bita Lihun Nzundu, Missions catholiques et protestantes face au colonialisme et aux aspirations du peuple autochtone à l’autonomie et à l’indépendance politique au Congo belge (1908-1960), Rome, Pontifical biblical Institute, 2013.
- DEMBOUR M-B., « La peine durant la colonisation belge », La peine. Recueils de la Société Jean Bodin, Bruxelles, De BoeckWesmael, vol. 58, 1991, p.85.
- GAHAMA J., Le Burundi sous administration belge : la période du mandat 1919-1939, Paris, Karthala, 2001,
- MÉLICE A., « La désobéissance civile des kimbanguistes et la violence coloniale au Congo belge (1921-1959), Les Temps Modernes, 2010/2-3, n°658 et 659, p. 218 à 250.
- NDAYWEL E NZIEM I., MUDIMBE-BOYE E., Image, mémoire et savoirs. Une histoire en partage avec Bogumil Koss Jewsiewicki, Paris, Karthala, 2009, pg. 465-466.
- SANCHEZ J.-L., « L'abolition de la relégation en Guyane française (1938-1953) », Criminocorpus [En ligne], Savoirs, politiques et pratiques de l'exécution des peines en France au XXe siècle, Communications, mis en ligne le 9 septembre 2014, consulté le 11 décembre 2019. URL : http://journals.openedition.org/criminocorpus/2727
- TEMBO VATSONGERI T., La croix, l’épée et la chèvre : entre connivence et concurrence, résistance et reconnaissance, autonomie et autochtonie de l’Eglise catholique au Congo belge (1880-1959), Louvain-la-Neuve, Université catholique de Louvain-la-Neuve, 2016.
- VAESSEN V., "Les législations sur le contrat de travail de 1910 et 1922 au Congo Belge : deux intentions et deux modes de décisions opposés", Revue belge de philologie et d'histoire, tome 79, 2001, p. 1221.
- VERREYCKEN S., « Exilé dans son propre pays ». Autour de la colonie agricole d’Ekafera, 1945-1960, 2015, https://parenthese.hypotheses.org/929#more-929, page consultée le 18 octobre.
- X, « Le kimbanguisme », Courrier hebdomadaire du CRISP, 1960/1, n°47, p. 1 à 21.